# 苏季斯拉夫尔
苏季斯拉夫尔（羅馬化：Sudislavlʹ）是俄罗斯科斯特罗马州的市级镇、苏季斯拉夫尔区行政中心，位于伏尔加河流域内一条小河科尔巴河（Корба）河畔，地处科斯特罗马州西南部，在州府科斯特罗马东北方。
苏季斯拉夫尔在2002年被列为俄罗斯历史名城之一，但并未出现在2010年更新后的名单上。该地2021年人口有4,583人；2010年人口4,913；2002年人口5,373；1989年人口5,783。